# Hüffermann
Die Hüffermann Krandienst Gesellschaft mit beschränkter Haftung (abgekürzt Hüffermann Krandienst GmbH) mit Sitz im niedersächsischen Wildeshausen ist ein deutscher Anbieter in den Bereichen Kran- und Schwerlastlogistik. Bekannt wurde das Unternehmen durch Innovationen wie elektrische Sondermontagekrane und spezielle Ladesicherungssysteme. Der elektrische Sondermontagekran wird seit 2013 schwerpunktmäßig in den Werkshallen der Automobil- und Luftfahrtindustrie eingesetzt und mittlerweile in die USA und nach China geliefert.

## Geschichte
Das Unternehmen ging aus einer 1913 gegründeten Schmiede in Wildeshausen hervor und ist heute ein spezialisierter Hersteller von Lkw-Anhängern für Wechselbehälter und Abrollcontainer, Lkw- und Sonderaufbauten sowie Entsorgungsfahrzeuge.
1965 erfolgte die Erweiterung um den ersten Mobilkran.

### 2000er-Jahre
2004 entstanden die Unternehmenszweige Hüffermann Fahrzeug- und Stahlbau (seit 2005 Hüffermann Transportsysteme GmbH) und Hüffermann Krandienst. Nach der Aufteilung erfolgte eine Konzentration auf den Standort Neustadt (Dosse), wo Systemanhänger für die Entsorgungswirtschaft hergestellt werden. Der Standort an der Ahlhorner Straße in Wildeshausen fungiert seitdem als Entwicklungs-, Vertriebs- und Servicezentrum für die Transportsysteme sowie als Stammsitz des Krandienstes.

### 2010er-Jahre
2012 wurde die Vermietung von Kranen auf die gesamte Bundesrepublik ausgedehnt. Neben dem spezialisierten Fahrzeugbau und der Kranvermietung wurden Dienstleistungen im Logistikbereich wie Maschineneinbringung und Schwermontage, Glasmontage und Vermietung von Turmdrehkranen, Hebebühnen, Hubarbeitsbühnen und Steiger von Ruthmann, LKW-Arbeitsbühnen von Palfinger, Gabelstaplern, Glassaugern, Radladern und viele weiteren Baumaschinen und Sonderkrane angeboten sowie Nutzfahrzeuge von Schwarzmüller. Im Jahr 2018 wurde die Autodienst West GmbH sowie die velsycon GmbH von der Hüffermann Krandienst GmbH übernommen.

### 2020er-Jahre
Der österreichische Hersteller von Nutzfahrzeugen Schwarzmüller übernahm 2020 die in Brandenburg ansässige Hüffermann Transportsysteme GmbH. Die Hüffermann Krandienst GmbH übernahm 2021 die Eisele AG & Crane Engineering Group. Im Jahr 2021 erweiterte Hüffermann seinen Fuhrpark mit Mobil- und Raupenkranen von Liebherr.
Im März 2022 übernahm Hüffermann die Thömen Gruppe.
2022 investierte Hüffermann in Hubsysteme. Seit September 2022 wird die Hebetechnik angeboten sowie Self-Propelled Modular Transporter SPMT, die für die Verkehrsinfrastruktur wie den Brückenbau, die Industrie, den Bergbau, Hafenlogistik sowie Luftfahrt genutzt werden können.
Hüffermann übernahm Knaack AG in Hamburg. Mit der Übernahme werden die Segmente Petrochemie, Industrie sowie Windkraft ausgebaut.

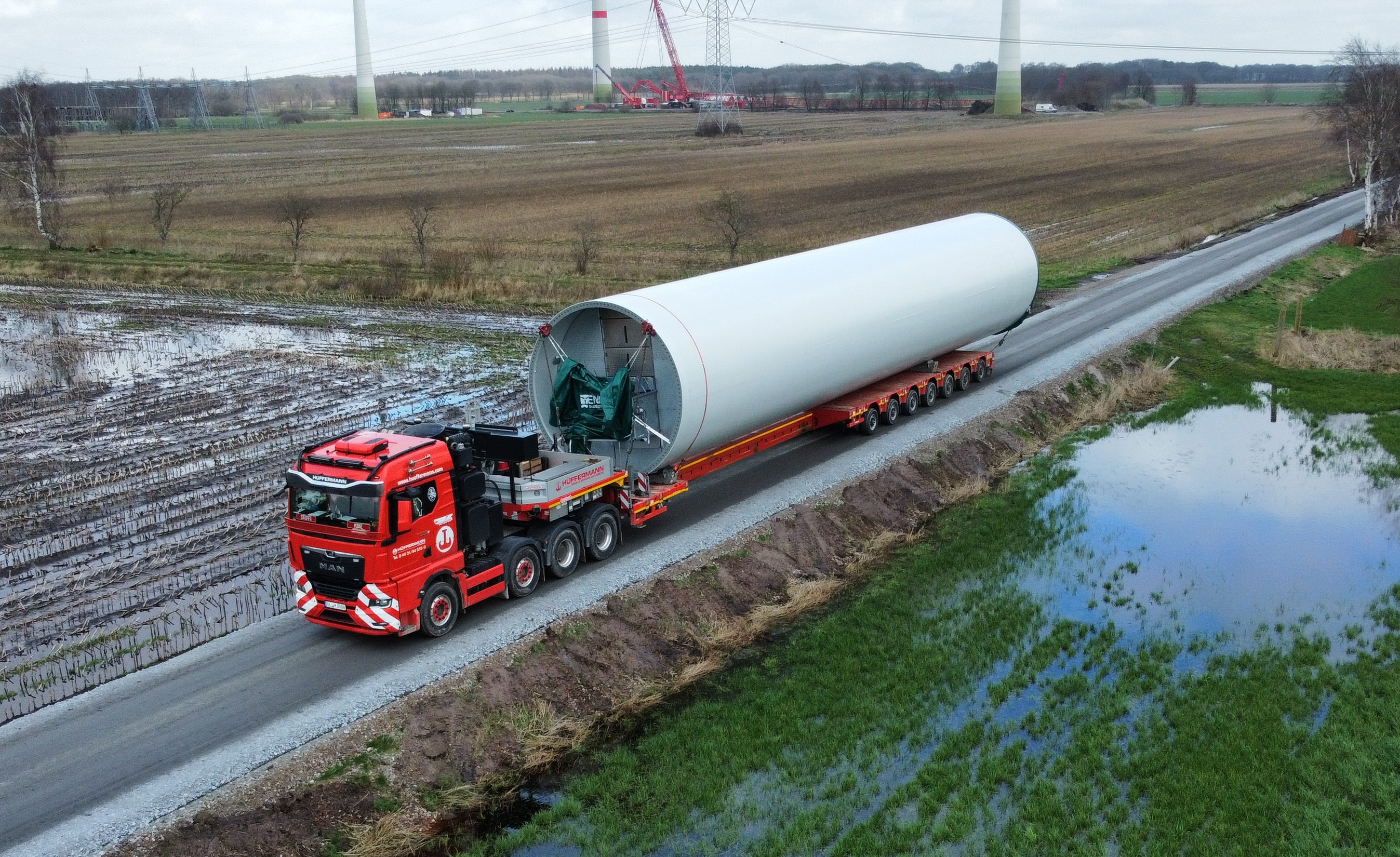
Schwerlasttransport Hüffermann mit Semi-Tieflader

Anhängerkrane waren 2023 eine neue Investition von Hüffermann. Der Krandienstleister erweiterte sein Sortiment um Anhängerkrane AHK des Herstellers Böcker. Die Einsatzgebiete der AHK sind Glasbau, Zimmereien und der Holzbau, Dachdeckerarbeiten sowie der Hallenbau und Wintergartenbau, Baustellenmontagen und Industriemontagen.
Das Unternehmen investierte seit 2021 rund 222 Millionen Euro in Liebherr-Krane. Neu beschafft wurden Mobil- und Raupenkrane sowie Turmdrehkrane, die das Unternehmen für seine Kran- und Schwerlastdienstleistungen einsetzt.

## Firmenstruktur

### Hüffermann Gruppe
Zur Hüffermann Gruppe gehören die Unternehmen Hüffermann Krandienst GmbH, Anbieter für Kran- und Schwerlastlogistik mit Sitz in Wildeshausen, die Eisele GmbH - Crane & Engineering Group aus Maintal mit dem Schwerpunkt Kranvermietung, Transport sowie Engineering und Projekt Engineering für Kranarbeiten und Schwerlastarbeiten, die ADW Autodienst-West Ganske GmbH aus Frankfurt am Main mit dem Schwerpunkt Kranarbeiten und Ladekrane, die velsycon GmbH, Hersteller für Silo-Wechselsysteme sowie mit dem Schwerpunkt Fahrzeugbau für Ladekranaufbauten und Montage sowie die Thömen Gruppe mit Niederlassungen in Hamburg, Brunsbüttel, Leipzig und Potsdam, Partner für Kranarbeiten, Schwerlast Spedition und Montagen. Ebenso die Knaack AG, Partner für Kranvermietung und Schwerlasttransportlogistik in Hamburg.

### Partner

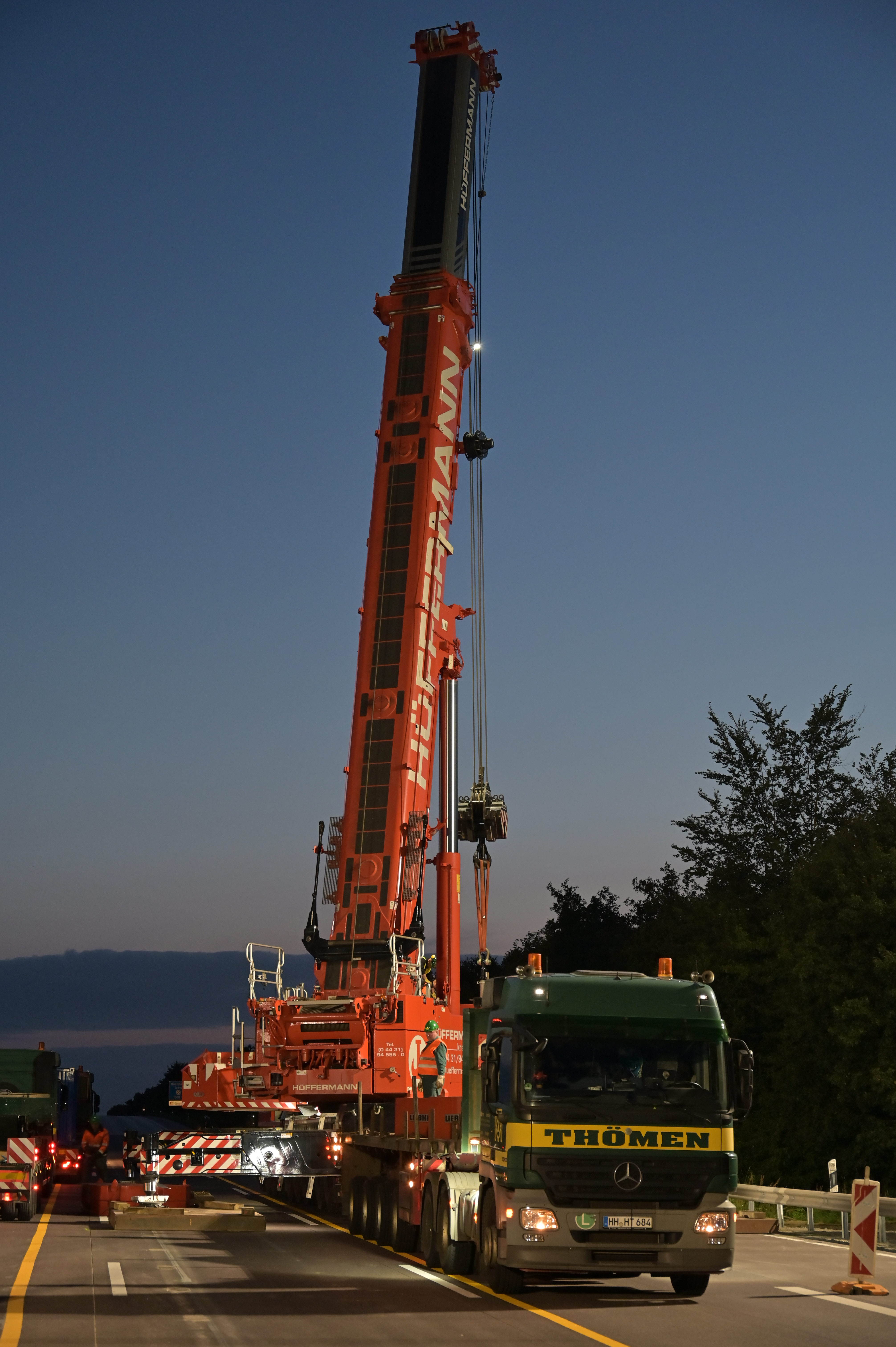
Mobilkran Brückentransport Thömen Hüffermann Gruppe

Zur Hüffermann-Gruppe gehören folgende Unternehmen:
- Autodienst West Ganske GmbH, Kranarbeiten und Ladekrane aus Frankfurt am Main in Hessen.[17]
- velsycon GmbH, Hersteller für Silo-Wechselsysteme, Fahrzeugbau für Ladekranaufbauten und Montage aus Wildeshausen in Niedersachsen.[18]
- Eisele GmbH Crane & Engineering Group, Kran- und Schwerlastprojekte sowie Projektengineering aus Maintal in Hessen.[19]
- Thömen Gruppe, Kranarbeiten, Schwerlast Spedition und Montagen mit Niederlassungen in Hamburg, Brunsbüttel, Leipzig, Potsdam.
- Knaack GmbH, Kranvermietung und Schwertransportlogistik in Hamburg.

Im Verzeichnis des Kraftfahrt-Bundesamts wird Hüffermann als Fahrzeughersteller in Neustadt/Dosse mit der Schlüsselnummer 6166 geführt.
Autodienst West Ganske GmbH wurde 2018 von Hüffermann übernommen. Das 1947 als Autodienst gegründete Unternehmen ist wie auch Hüffermann ein Traditions- und Familienbetrieb. Heute ist ADW spezialisiert auf Kranarbeiten und Schwertransporte und berät Kunden aus der Bauwirtschaft, der Groß- und Chemieindustrie und aus dem Maschinen- und Anlagebau.
Die velsycon GmbH als Hersteller für Silo-Wechselsysteme wurde 2018 durch Hüffermann übernommen und agiert vom gleichen Hauptsitz in Wildeshausen aus. Im Ursprung wurde das Unternehmen 1968 gegründet. Ende der 1960er Jahre begannen die Entwicklung und Produktion des ersten Silosteller-Aufbaus vom Typ COMBILIFT auf der technischen Grundlage eines Abrollkippers. Es folgte die Erweiterung der Produktlinie für Silo-Wechselsysteme um Absetzkipper- und Sattelaufliegervarianten. in den 1990er Jahren schlossen sich die ersten Aufbautypen für 2-Taschen Silos als Systemalternative an, die, überarbeitet, ab 2015 wieder verstärkt das Portfolio ergänzt.
Mit der Übernahme des heutigen Krandienstleisters Eisele GmbH & Crane Engineering Group 2021 hat Hüffermann sein Angebot erweitert. Wie Hüffermann auch hat das 1988 gegründete Unternehmen als Abschlepp- und Krandienst begonnen. Die Eisele AG hat sich seitdem stetig vergrößert und operiert vor allem im Bereich Projekt Engineering für Kranarbeiten und Schwerlastarbeiten. Eisele bietet Dienstleistungen rund um Schwermontagen und Industriemontagen an. Im Oktober 2023 hat der Krandienstleister den BSK Award 2023 für Platz 3 in der Kategorie „Kranarbeit des Jahres 2023“ erhalten. Der Preis wird jährlich vom Bundesverband Schwertransporte und Kranarbeiten verliehen.
Die national und international agierende Unternehmensgruppe Thömen bietet branchenübergreifend die Kranvermietung, Schwertransporte und Montagen an. Vertreten ist Thömen an den Standorten Hamburg, Brunsbüttel, Potsdam und Leipzig. Gegründet wurde das Unternehmen 1927 von Heinrich Thömen. Die Bundesfachgruppe für Schwertransporte und Kranarbeiten (BSK) e.V. zeichnete Thömen im Jahr 2020 für die "Kranarbeit des Jahres" mit dem BSK-Award für den 1. Platz aus. Im März 2022 übernahm die Hüffermann-Gruppe das Unternehmen.

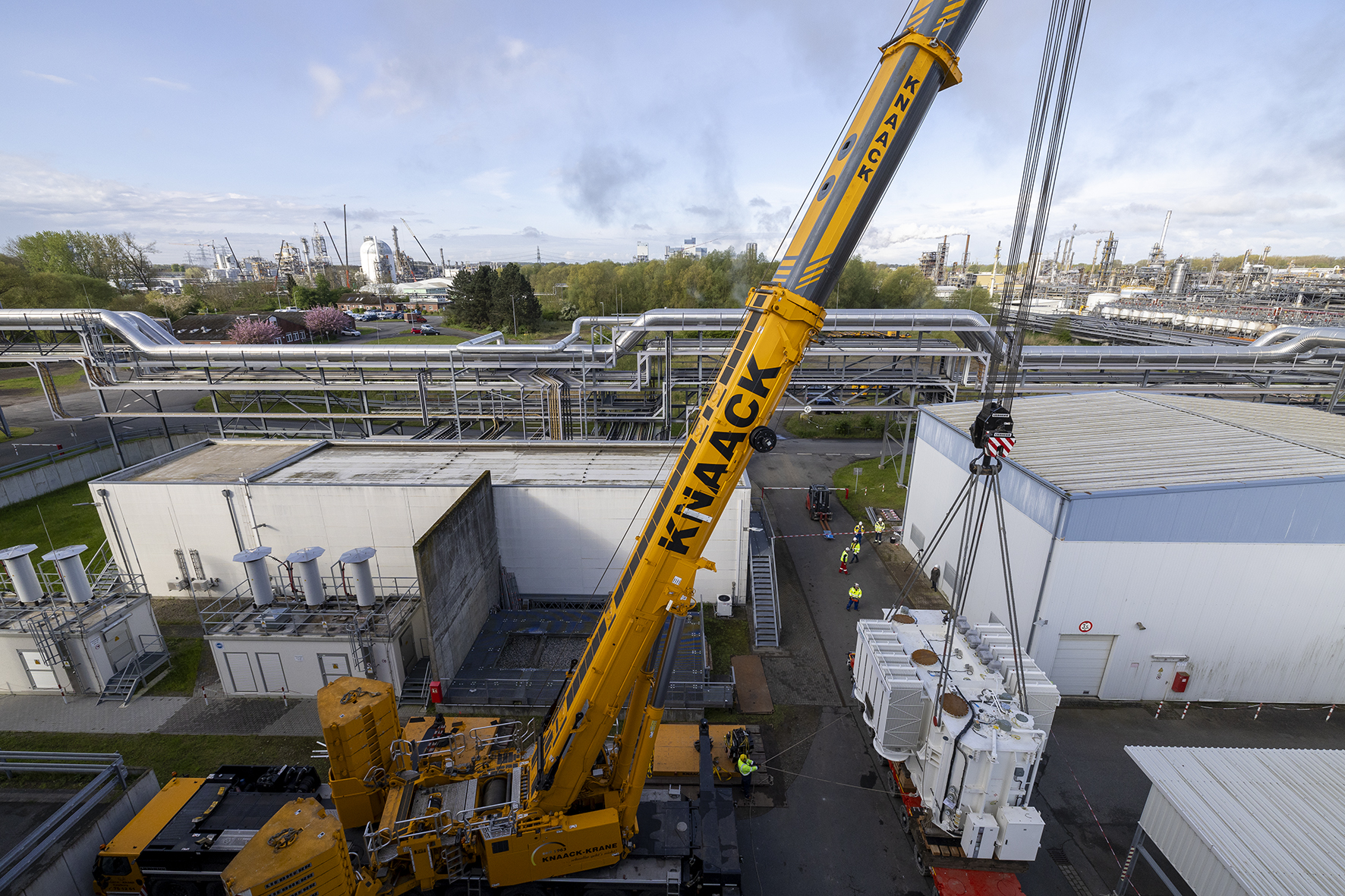
Kranarbeiten SPMT Mobilkran Knaack Hüffermann Gruppe

Die Knaack AG wurde im Juli 2023 in die Hüffermann-Gruppe integriert. Kran- und Schwertransportlogistik und Projekte in ganz Europa gehören zum Portfolio. Das Leistungsspektrum ist spezialisiert auf Tätigkeiten für Raffinerie- und Industrieunternehmen.

## Auszeichnungen
Für das Ladesicherungssystem Multifix erhielt das Unternehmen den Brandenburgischen Innovationspreis 2016 - Metall. Ein weiterer Preis wurde dem Unternehmen für die Entwicklung neuer gewichtsoptimierter Kranabstützplatten verliehen. Auch im deutschen Fernsehen gab es Reportagen mit dem Unternehmen Hüffermann, beispielsweise beim Aufbau eines Quelle-Fertighauses. Die Fachpresse Kran&Bühne veröffentlichte in der Ausgabe Juli 2023 die Rubrik der Top 20. Hüffermann belegt der Platz 5 der größten Vermieter in Europa.

## Belege
1. ↑  Erster Hüffermann-Kran geht in die USA. Abgerufen am 14. Januar 2020.
2. ↑  Hüffermanns neuester Sondermontagekran. Abgerufen am 22. Dezember 2019.
3. ↑  Elektrokran für Automobilbranche erstmals auch nach China ausgeführt. Abgerufen am 27. Dezember 2019.
4. ↑  „Ein Vorzeigebetrieb für das Land Brandenburg“. 15. Juni 2013, abgerufen am 14. Januar 2020.
5. ↑  Schwarzmüller übernimmt deutschen Premiumhersteller. Abgerufen am 14. Oktober 2021.
6. ↑  Großkranoffensive: Hüffermann erweitert Fuhrpark mit Liebherr-Mobil- und Raupenkranen. Abgerufen am 14. Oktober 2021.
7. ↑  Hüffermann übernimmt Thömen-Gruppe. Abgerufen am 18. März 2022.
8. ↑  Nordwest-Zeitung: Hüffermann Krandienst in Wildeshausen übernimmt Hamburger Thömen-Gruppe. Abgerufen am 18. März 2022.
9. ↑  Hüffermann investiert in Hubsysteme. Abgerufen am 23. Oktober 2023.
10. ↑  NWZonline.de: Neues Hubsystem eingeführt. 19. September 2022, abgerufen am 23. Oktober 2023.
11. ↑  Hüffermann investiert in Hubsysteme - Jack-Up System ist die Lösung für den Brückenbau - Betonwerk Fertigteil-Technik. Abgerufen am 23. Oktober 2023.
12. ↑  Cometto: Hüffermann Gruppe erhält 20 Achslinien SPMT von Cometto. Abgerufen am 23. Oktober 2023.
13. ↑  Hüffermann übernimmt Knaack. vertikal.net, 26. Juli 2023, abgerufen am 1. August 2023.
14. ↑  Hüffermann in Wildeshausen übernimmt Knaack aus Hamburg. nwzonline.de, 26. Juli 2023, abgerufen am 1. August 2023.
15. ↑  https://www.baugewerbe-magazin.de/krane-und-hebebuehnen/anhaenger-krane-30-neue-anhaengerkrane-fuer-hueffermann.htm
16. ↑  111 Jahre Hüffermann: 222 Millionen Euro in den letzten drei Jahren in Liebherr-Krane investiert, abgerufen am 19. Oktober 2024.
17. ↑  Hüffermann Krandienst übernimmt ADW Mobilkrane. Abgerufen am 25. Juli 2021.
18. ↑  Stefan Idel: Hüffermann hat Velsycon am Haken, in der Nordwestzeitung vom 14. September 2019, abgerufen am 24. Februar 2020
19. ↑  Hüffermann übernimmt Eisele AG. Abgerufen am 25. Juli 2021.
20. ↑  Verzeichnis der Hersteller von Kraftfahrzeugen und Kraftfahrzeuganhängern - alphabetisch -Stand: 15. Januar 2023. (pdf) kba.de, abgerufen am 1. August 2023., S. 60
21. ↑  Nordwest-Zeitung: Hüffermann mit Krandienst ADW. Abgerufen am 14. Oktober 2021.
22. ↑  BSK Award 2023
23. ↑  Platz 3 des BSK-Award 2023 geht an Eisele AG Crane & Engineering Group, Eisele AG Crane & Engineering Group, Pressemitteilung - PresseBox. Abgerufen am 23. Oktober 2023.
24. ↑  BSK Award 2020
25. ↑  Brandenburger Innovationspreis 2016 - Metall. hwk-potsdam.de, abgerufen am 22. Dezember 2019.
26. ↑  Handwerkskammer Oldenburg, Pressemitteilungen. hwk-oldenburg.de, archiviert vom Original am 23. Dezember 2019; abgerufen am 22. Dezember 2019.
27. ↑  Auszeichnung für neue Kranabstützplatten. nwzonline.de, abgerufen am 27. Dezember 2019.
28. ↑  Hüffermann hat das Quelle-Fertighaus am Haken. Abgerufen am 22. Dezember 2019.
29. ↑  Alles neu macht 2023, in Kranbühne, Juli/August 2023, auf s3.eu-central-1.amazonaws.com